# 아르덴주의 캉통
프랑스 아르덴주에는 총 17개의 캉통이 속해 있다. 2015년 3월 행정구역 총개편으로 인해 현재는 다음과 같이 설치되어 있다.
- 아니티
- 보니쉬르뫼즈
- 카리냥
- 샤를빌메지에르 1
- 샤를빌메지에르 2
- 샤를빌메지에르 3
- 샤를빌메지에르 4
- 샤토포르시앙
- 기베
- 누비옹쉬르뫼즈
- 레텔
- 르뱅
- 로크루아
- 스당 1
- 스당 2
- 스당 3
- 시니라바예
- 빌레르스뫼즈
- 부지에르